# Oceanapia cohaerens
Oceanapia cohaerens är en svampdjursart som först beskrevs av Carter 1886.  Oceanapia cohaerens ingår i släktet Oceanapia och familjen Phloeodictyidae. Inga underarter finns listade i Catalogue of Life.